# Milići (république serbe de Bosnie)
Pour les articles homonymes, voir Milići.
Milići (en serbe cyrillique : Милићи) est une localité et une municipalité de Bosnie-Herzégovine située dans la république serbe de Bosnie. Selon les premiers résultats du recensement bosnien de 2013, la localité intra muros compte 2 368 habitants et la municipalité 12 272.

## Géographie
La municipalité de Milići est entourée par celles de Vlasenica au nord-ouest et à l'ouest, Han Pijesak à l'ouest et au sud-ouest, Rogatica à l'extrême sud, Srebrenica au sud-est et à l'est et Bratunac au nord-est.

## Histoire
La municipalité de Milići a été créée après la guerre de Bosnie, sur le territoire de l'ancienne municipalité de Vlasenica d'avant-guerre.

## Localités

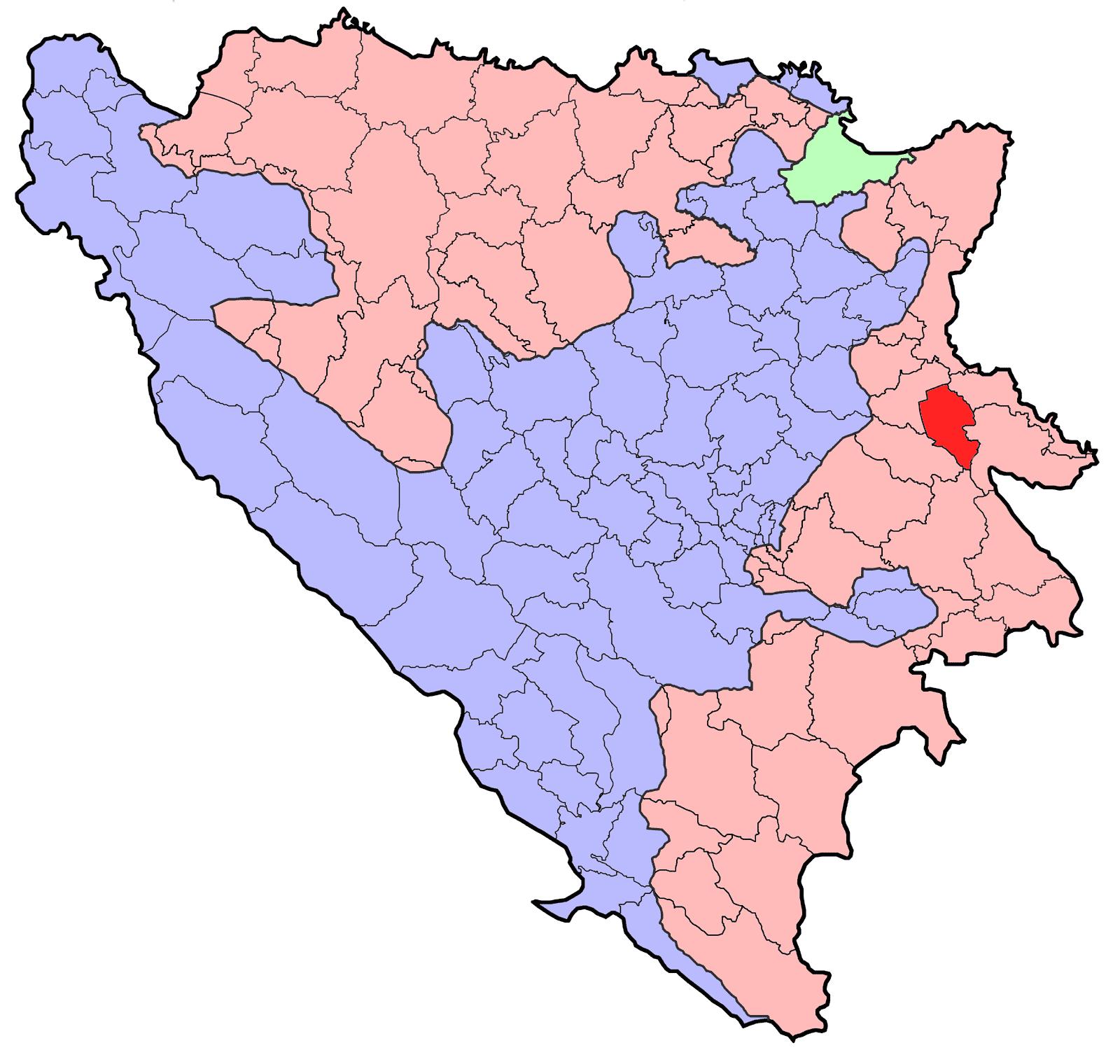
Localisation de la municipalité de Milići en Bosnie-Herzégovine

La municipalité de Milići compte 54 localités :
| - Bačići - Bešići - Bijelo Poje - Bišina - Bukovica Donja - Bukovica Gornja - Buljevići - Derventa - Donje Vrsinje - Dubačko - Dubnica | - Dukići - Đile - Đurđevići - Gerovi - Glušac - Golići - Gornje Vrsinje - Gunjaci - Jeremići - Kokanovići - Koprivno | - Kostrača - Krajčinovići - Lukavica - Lukići - Maćesi - Milići - Mišići - Nova Kasaba - Nurići - Pavkovići - Podbirač | - Podgora - Pomol - Rajići - Raševo - Raškovići - Ristijevići - Rovaši - Rupovo Brdo - Sebiočina - Skugrići - Supač | - Štedra - Toljevići - Višnjica - Vitići - Vrtoče - Vukovići - Vukšići - Zabrđe - Zagrađe - Zaklopača |

## Démographie

### Localitéintra muros

#### Évolution historique de la population dans la localitéintra muros
| 1948 | 1953 | 1961 | 1971 | 1981  | 1991   | 2013  |
| ---- | ---- | ---- | ---- | ----- | ------ | ----- |
| -    | -    | -    | 506  | 1 546 | 2 414, | 2 368 |

|  |

### Municipalité

#### Évolution historique de la population dans la municipalité
| 1971   | 1981   | 1991   | 2013   |
| ------ | ------ | ------ | ------ |
| 12 710 | 14 117 | 16 038 | 12 272 |

#### Répartition de la population par nationalités dans la municipalité (1991)
En 1991, sur un total de 16 038 habitants, la population se répartissait de la manière suivante :

## Politique
À la suite des élections locales de 2012, les 19 sièges de l'assemblée municipale se répartissaient de la manière suivante :
| Parti                                               | Sièges |
| --------------------------------------------------- | ------ |
| Alliance des sociaux démocrates indépendants (SNSD) | 6      |
| Parti démocratique serbe (SDS)                      | 2      |
| Parti d'action démocratique (SDA)                   | 2      |
| Indépendants - Milići 2012                          | 2      |
| Parti du progrès démocratique (PDP)                 | 2      |
| Parti radical serbe (SRS)                           | 2      |
| SPS                                                 | 1      |
| Sans étiquette                                      | 2      |

Živojin Jurošević, membre de l'Alliance des sociaux-démocrates indépendants (SNSD), a été élu maire de la municipalité.

## Économie
Les activités principales de la municipalité sont la sylviculture, l'industrie minière et, plus généralement, l'industrie.